# L'archeologia del sapere
L'archeologia del sapere (in originale francese L'Archéologie du savoir) è un'opera del filosofo Michel Foucault pubblicata nel 1969 presso Gallimard. Si tratta di un saggio di epistemologia che tenta di spiegare il metodo sviluppato dall'autore in sue opere precedenti, in particolare Storia della follia nell'età classica (1961), Nascita della clinica (1963) e Le parole e le cose (1966). Una traduzione italiana, di Giovanni Bogliolo è uscita presso Rizzoli nel 1971.

## Contenuto
È il solo libro esplicitamente metodologico di Foucault sul proprio lavoro. La premessa è che i sistemi di pensiero e conoscenza ("episteme" o "formazioni discorsive") sono regolati da "regole" (non solo grammaticali e logiche), e che tali regole operano in modo inconscio sui singoli soggetti per definire un sistema di possibilità concettuali che determinano i confini stessi del pensiero e usano la lingua secondo un dato "dominio" e in relazione a un dato "periodo" storico. 
Il libro indaga su come si tenda a proiettare la conoscenza del presente (del lettore, dello storico) sui periodi analizzati, trasformando i dati storici e filosofici in narrazioni che ne influenzano la lettura.
La storia delle idee umane ha punti di discontinuità tra le modalità cosiddette di conoscenza, che non vanno intese come totalità anche per non rischiare di fraintendere la complessità dei discorsi che invece emergono e si trasformano in base a un vasto e complesso insieme di relazioni discorsive e istituzionali, definiti tanto da interruzioni e rotture quanto per temi unificati.
Un "discorso" è una maniera di parlare e insieme interpretare, come atto linguistico non libero da intenzioni e per questo definito un "enunciato", che reca in sé, oltre al suo oggetto, le regole di cosa renda un'espressione veicolo di significato. Non si tratta semplicemente di regole sintattiche e semantiche, le quali non bastano a determinare il significato, ma bisogna tenere presente le condizioni in cui esse si presentano e come operano all'interno del discorso stesso, come collegano le sue parti, in quali successioni si presentano e come modificano e vengono modificate dal contesto in cui si presentano. Piuttosto che analizzare proposizioni, frasi o atti linguistici, il significato, in questo senso "archeologico", del sapere storico va scoperto tra gli enunciati intesi anche come eventi discorsivi, soggetti a comparsa e scomparsa epistemica.